# Umberto Rapetto
Umberto Rapetto (Acqui Terme, 19 agosto 1959) è un generale italiano della Guardia di Finanza, in congedo dal 2012.
Ex-allievo della scuola militare Nunziatella, generale di brigata  della Guardia di Finanza e già comandante del Nucleo speciale frodi telematiche.
In Telecom Italia dopo essere stato consigliere strategico del presidente esecutivo, Franco Bernabè, e poi – in veste di group senior vice president – direttore delle iniziative e dei progetti speciali, ha lasciato alla fine del 2013 in divergenza con le scelte del nuovo vertice aziendale.
Dal 2013 al 2015 ha condotto la trasmissione televisiva Il Verificatore su Rai 2 e nel febbraio 2020 ha fondato la rivista Infosec.news, di cui è direttore editoriale. Il 5 luglio 2022 si dimette dal ruolo e dal 14 luglio diviene direttore editoriale di Giano.news.

## Biografia
Alla guida del Gruppo Anticrimine Tecnologico da lui fondato e guidato, nel 2001 ha diretto le indagini che hanno portato alla condanna in via definitiva dei cracker protagonisti di attacchi web a danno del Pentagono e della NASA, nonché quelle delegate dalla Corte dei conti sullo scandalo delle slot machine non collegate in rete all'anagrafe tributaria, inchiesta che ha portato alla condanna dei vertici dei Monopoli di Stato e delle società concessionarie al pagamento di 2 miliardi e mezzo di euro.
Il 29 maggio 2012, in seguito alla rimozione dal suo incarico, ha rassegnato le dimissioni dalla Guardia di Finanza. La sua rimozione è oggetto di nove interrogazioni parlamentari.
Come consulente della famiglia di Marco Pantani, ha testimoniato il 16 aprile 2019 davanti alla Commissione parlamentare antimafia, sul presunto omicidio del ciclista morto per overdose nel 2004.

## Attività
Oltre ad essere stato alla guida del Nucleo Speciale Frodi Telematiche, Umberto Rapetto è stato ed è impegnato in molte altre attività professionali.

### Docenza universitaria
Ha svolto attività di docenza universitaria in diversi atenei, tra cui le Università degli studi di Roma Tor Vergata, di Pisa, della Calabria, di Roma Tre, di Trento, di Chieti/Pescara, Cattolica del Sacro Cuore alla sede di Piacenza, di Teramo, Link Campus University, "LUM - Jean Monnet" di Bari, di Parma, di Palermo, di Macerata, La Sapienza di Roma.

### Didattica
Relatore e chairman in convegni nazionali ed internazionali in materia di criminalità economica e tecnologica, in ambito istituzionale svolge e ha svolto attività di docenza presso le Scuole di Addestramento delle strutture di intelligence, la Direzione Corsi di Elettronica ed Informatica dello Stato Maggiore Difesa, la Scuola di Guerra, il Centro Alti Studi della Difesa, l'Istituto Superiore Stati Maggiori Interforze ISSMI, la Scuola Tecnica della Polizia di Stato, l'Istituto Superiore di Polizia e molte altre scuole ed enti di formazione per ufficiali statali.
Ha tenuto conferenze in diverse realtà accademiche tra cui la Scuola di specializzazione in diritto ed economia delle CE dell'Università La Sapienza di Roma, la Scuola di Management della LUISS ("Risk & crisis management"), la Facoltà di Ingegneria dell'Università La Sapienza di Roma, la Facoltà di Architettura "Valle Giulia" dell'Università La Sapienza di Roma, la Facoltà di Scienze Politiche "Cesare Alfieri" dell'Università di Firenze.

### Attività pubblicistica
Iscritto dal 1990 all'Ordine dei giornalisti (Elenco Pubblicisti - Consiglio Regionale del Lazio e del Molise), ha scritto oltre duemila articoli sulle pagine delle principali testate nazionali. Ha collaborato con i quotidiani Il Messaggero, Italia Oggi, MF Milano Finanza, Il Giornale, L'Indipendente, Il Giorno, La Nazione, Il Resto del Carlino. La Gazzetta del Sud, Affari&Finanza de La Repubblica, Avvenire, La Padania, La Stampa, con i mensili Capital, Avvenimenti, Newton e Max. Ha tenuto per due anni una rubrica settimanale sulle pagine culturali de Il manifesto.
Collabora con i quotidiani Il Secolo XIX e Il Sole 24 Ore, i settimanali Corriere della Sera SETTE e Panorama, ha inoltre una rubrica su Oggi. Nel dicembre 2012 apre un blog personale su Il Fatto Quotidiano.
Attualmente è direttore editoriale di Giano.news.

## Pubblicazioni
È autore o coautore delle seguenti opere
- Saggistica:
  -  Umberto Rapetto, Roberto Di Nunzio, CYBERWAR, la guerra dell'informazione, Roma, Buffetti, 1997.
  -  Umberto Rapetto, Roberto Di Nunzio, LE NUOVE GUERRE - Dalla Cyberwar ai Black Bloc, dal sabotaggio mediatico a Bin Laden, Milano, BUR Biblioteca Universale Rizzoli, 2001, ISBN 88-17-12831-7.
  -  Umberto Rapetto, Roberto Di Nunzio, L'ATLANTE DELLE SPIE, Milano, BUR Biblioteca Universale Rizzoli, 2002, ISBN 88-17-12940-2.
  -  Umberto Rapetto, Roberto Di Nunzio, ATTACCO ALL'IRAQ, 100 ragioni segrete, incredibili, ovvie, Milano, BUR Biblioteca Universale Rizzoli, 2003, ISBN 88-17-10732-8.
- Informatica ed organizzazione:
  -  Umberto Rapetto, Adalberto Biasiotti, CRIMINALITÀ INFORMATICA ED ECONOMICA, Roma, Buffetti Editore, 1990.
  -  Umberto Rapetto, IL TUO COMPUTER È NEL MIRINO, Milano, Editrice Il Crogiolo, 1990.
  -  Umberto Rapetto, I SISTEMI OPERATIVI DEL PERSONAL COMPUTER, Milano, Pirola Editore (Gruppo Editoriale Il Sole 24 ORE), 1991.
  -  Umberto Rapetto, Salvatore Di Gioia, COME ORGANIZZARE UN ARCHIVIO ELETTRONICO, Milano, Pirola Editore (Gruppo Editoriale Il Sole 24 ORE), 1992.
  -  Umberto Rapetto, Salvatore Di Gioia, I Database, Milano, Pirola Editore (Gruppo Editoriale Il Sole 24 ORE), 1992.
  -  Umberto Rapetto, Marina Tedone, INTRODUZIONE AL DESKTOP PUBLISHING, Milano, Pirola Editore (Gruppo Editoriale Il Sole 24 ORE), 1993.
  -  Umberto Rapetto, Salvatore Di Gioia, Rosanna Santonocito, SCRIVERE CON IL PERSONAL COMPUTER, Roma, EPC Editoria Professionale, 1994, ISBN 88-85847-93-5.
  -  Umberto Rapetto, Marina Tedone, IL MAGAZZINO CHE FUNZIONA, Roma, EPC Editoria Professionale, 1994, ISBN 88-85847-66-8.
  -  Umberto Rapetto, Salvatore Saporito, Marina Tedone, TUTTE LE BANCHE DATI, Come scegliere, come collegarsi, Roma, EPC Editoria Professionale, 1994, ISBN 88-85847-84-6.
  -  Umberto Rapetto, INFORMATICA FACILE PER CHI COMINCIA, Roma, EPC Editoria Professionale, 1994, ISBN 88-85847-75-7.
  -  Umberto Rapetto, Cristiano Dechigi, CHECK-LIST INFORMATICA, Roma, EPC Editoria Professionale, 1994.
- Problematiche di diritto e fisco:
  -  Umberto Rapetto, Livio Pirani; Marco Maria Tonale, SCRITTURE CONTABILI E FISCO, Milano, Il Sole 24 ORE / Professione Impresa, 1991.
  -  Umberto Rapetto, Ernesto Tedesco, COME RECUPERARE I CREDITI, Milano, Il Sole 24 ORE / Professione Impresa, 1991.
  -  Umberto Rapetto, FRINGE BENEFITS, Milano, Pirola Editore (Gruppo Editoriale Il Sole 24 ORE), 1992.
  -  Umberto Rapetto, Livio Pirani; Marco Maria Tonale, OBBLIGHI FISCALI E CONTABILITÀ, Milano, Pirola Editore (Gruppo Editoriale Il Sole 24 ORE), 1993.
  -  Umberto Rapetto, Lorella D'Angelo, GUIDA AL NUOVO CONTENZIOSO TRIBUTARIO, Milano, Pirola Editore (Gruppo Editoriale Il Sole 24 ORE), 1993.
  -  Umberto Rapetto, Lorella D'Angelo, 740 SENZA PROBLEMI, Milano, Pirola Editore (Gruppo Editoriale Il Sole 24 Ore), 1993.
  -  Umberto Rapetto, AA.VV., ICI - NUOVA IMPOSTA COMUNALE SUGLI IMMOBILI, Milano, Pirola Editore (Gruppo Editoriale Il Sole 24 ORE), 1993.
  -  Umberto Rapetto, Lorella D'Angelo, Luigi Tondi, FISCO NOVITÀ 1994, Rimini, Maggioli Editore, 1994.
  -  Umberto Rapetto, Lorella D'Angelo, Luigi Tondi, CODICE TRIBUTARIO ESSENZIALE, Rimini, Maggioli Editore, 1994.
  -  Umberto Rapetto, Emilia Mela, CHECK-UP FISCALE PER L'AZIENDA E IL PROFESSIONISTA, Roma, EPC Editoria Professionale, 1994, ISBN 88-85847-67-6.
  -  Umberto Rapetto, Lorella D'Angelo, Luigi Tondi, FISCO NOVITÀ - APRILE 1994, Rimini, Maggioli Editore, 1994.
  -  Umberto Rapetto, Ernesto Tedesco, IL RECUPERO DEI CREDITI IN AZIENDA, Roma, EPC Editoria Professionale, 1994.
  -  Umberto Rapetto, Lorella D'Angelo, FARE RICORSO CONTRO IL FISCO, Roma, EPC Editoria Professionale, 1994.
  -  Umberto Rapetto, Livio Pirani; Marco Maria Tonale, TENERE CORRETTAMENTE SCRITTURE CONTABILI E FISCALI, Roma, EPC Editoria Professionale, 1994.
  -  Umberto Rapetto, Lorella D'Angelo, CASA & FISCO - LA DISCIPLINA TRIBUTARIA DEGLI IMMOBILI, Rimini, Maggioli Editore, 1994.
  -  Umberto Rapetto, Lorella D'Angelo, GUIDA PRATICA AL PATTEGGIAMENTO FISCALE, Rimini, Maggioli Editore, 1994.
  -  Umberto Rapetto, INDENNITÀ E FRINGE BENEFITS, Roma, EPC Editoria Professionale, 1994.
  -  Umberto Rapetto, Lorella D'Angelo, NUOVE REGOLE PER IL PATTEGGIAMENTO FISCALE, Rimini, Maggioli Editore, 1994.
  -  Umberto Rapetto, Lorella D'Angelo, CONCORDATO TRIBUTARIO E RAVVEDIMENTO OPEROSO, Roma, EPC Editoria Professionale, 1995.
  -  Umberto Rapetto, Lorella D'Angelo, 740 E ICI - LE DICHIARAZIONI 1995 RIGO PER RIGO, Roma, EPC Editoria Professionale, 1995, ISBN 88-8184-019-7.
  -  Umberto Rapetto, Lorella D'Angelo; Emilia Mela, 740 E ICI ILLUSTRATI, Roma, EPC Editoria Professionale, 1995, ISBN 88-8184-018-9.
  -  Umberto Rapetto, Luigi Rapetto, FINANZIARIA 1996 E NOVITÀ FISCALI, Roma, Buffetti Editore, 1996, ISBN 88-8184-033-2.
  -  Umberto Rapetto, Lorella D'Angelo, IL CONTRIBUTO DEL 10% PER COLLABORATORI E LAVORATORI NON SUBORDINATI, Roma, Buffetti Editore, 1996.
  -  Umberto Rapetto, Lorella D'Angelo, IL 10% PREVIDENZIALE PER AMMINISTRATORI, SINDACI E REVISORI DI SOCIETÀ, Roma, Buffetti Editore, 1996.
  -  Umberto Rapetto, LA TUTELA DEI DATI PERSONALI, Roma, EPC Editoria Professionale, 1997.
  -  Umberto Rapetto, Ernesto Tedesco, CODICE DELL'USURA, Roma, Buffetti Editore, 1997.
  -  Umberto Rapetto, Vittorio Rapetto, PRIVACY: IL MANUALE OPERATIVO, Roma, EPC Libri, 1998, ISBN 88-8184-076-6.
  -  Umberto Rapetto, Ciro Roso, MUSICA & COPYRIGHT, Copiare, registrare, fare download e masterizzare senza problemi e sanzioni, Roma, EPC Libri, 2003, ISBN 88-8184-293-9.
  -  Umberto Rapetto, Barbara Rapetto, PRIVACY IN PRATICA, Tutte le cautele punto per punto per proteggere i dati personali, Roma, EPC Libri, 2003, ISBN 88-8184-306-4.
  -  Umberto Rapetto, Giovanni Caporale, DOCUMENTO PROGRAMMATICO SULLA SICUREZZA, guida alla compilazione, Roma, EPC Libri, 2004, ISBN 88-8184-362-5.
  -  Umberto Rapetto, Davide Mancini, NOVITÀ LEGISLATIVE IN MATERIA DI CRIMINE INFORMATICO, Roma, EPC Libri, 2008, ISBN 88-6310-033-0.
- Costume e società
  -  Umberto Rapetto, Vincenzo Merola, SPIATI? SCOPRITE SE È VERO, Roma, EPC Editoria Professionale, 1996, ISBN 88-8184-039-1.
  -  Umberto Rapetto, Vincenzo Merola; Giovanni Caporale, GENITORI, OCCHIO A INTERNET!, Roma, EPC Editoria Professionale, 1997, ISBN 88-8184-039-1.
  -  Umberto Rapetto, Maria Teresa Lamberti, TRUFFE.COM, Milano, Cairo Editore, 2006, ISBN 88-6052-035-5.
- Divertissement
  -  Umberto Rapetto, (Ubi Maior), MANAGEMENT CONFUSIONALE, Milano, Editrice Il Crogiolo, 1991.
  -  Umberto Rapetto, LORO DI NAPOLI, Roma, EPC Editoria Professionale, 1993, ISBN 88-85847-63-3.
  -  Umberto Rapetto, (Ubi Maior), IN UNA NOTTE DI PEDILUVIO, Milano, Editrice Il Crogiolo, 1994.